# الحجر الشرقي
الحجر الشرقي  هي سلسلة جبال تقع في سلطنة عمان.

## التضاريس

### جبال الحجر الشرقي
تبدأ من جبال بني جابر في ولاية وادي بني خالد أو جبال غرب صور مرورا بالمناطق الجبلية في ابراء ودماء والطايين ( الجبل الأبيض ) و قريات وسمائل .

### المنطقة الشرقية
تمثل الواجهة الشمالية الشرقية لسلطنة عمان والمطلة على بحر العرب من ناحية الشرق وتشمل الجانب الداخلي لجبال الحجر الشرقي.
تتكون المنطقة الشرقية من 11 ولاية وتعتبر ولاية صور أهم ولاية فيها وعاصمتها الإقليمية، ويفصل جبال الحجر الشرقي عن جبال الحجر الغربي هو وادي سمائل.